# Medway
Medway es una autoridad unitaria ubicada en el condado ceremonial de Kent en Inglaterra (Reino Unido).

## Geografía
Según la Oficina Nacional de Estadística británica, Medway tiene una superficie de 192,03 km².

### Localidades
Localidades y población:
- Allhallows-on-Sea 1 467
- Chatham 80 965
- Chattenden 1006
- Cliffe 2494
- Cliffe Woods 2665
- Cuxton 4582
- Gillingham 108 985
- Grain 1624
- High Halstow 1656
- Hoo Marina Park 748
- Hoo St Werburgh 7049
- Lower Stoke 754
- Rochester 66 699[4]

## Demografía
Según el censo de 2001, Medway tenía 249 488 habitantes (49,26 % varones, 50,74 % mujeres) y una densidad de población de 1299,21 hab/km². El 22,46 % eran menores de 16 años, el 71,88 % tenían entre 16 y 74, y el 5,67 % eran mayores de 74. La media de edad era de 36,45 años.
La mayor parte (93,8 %) eran originarios del Reino Unido. El resto de países europeos englobaban al 2,39 % de la población, mientras que el 0,87 % había nacido en África, el 2,29 % en Asia, el 0,38 % en América del Norte, el 0,06 % en América del Sur, el 0,17 % en Oceanía y el 0,05 % en cualquier otro lugar. Según su grupo étnico, el 94,62 % de los habitantes eran blancos, el 1,09 % mestizos, el 2,94 % asiáticos, el 0,69 % negros, el 0,42 % chinos y el 0,23 % de cualquier otro. El cristianismo era profesado por el 71,97 %, el budismo por el 0,22 %, el hinduismo por el 0,68 %, el judaísmo por el 0,08 %, el islam por el 1,05 %, el sijismo por el 1,22 % y cualquier otra religión por el 0,34 %. El 16,7 % no eran religiosos y el 7,76 % no marcaron ninguna opción en el censo.
El 44,78 % de los habitantes estaban solteros, el 40,51 % casados, el 2,21 % separados, el 6,89 % divorciados y el 5,62 % viudos. Había 99 566 hogares con residentes, de los cuales el 27 % estaban habitados por una sola persona, el 10,73 % por padres solteros con o sin hijos dependientes, el 60,41 % por parejas (49,7 % casadas, 10,71 % sin casar) con o sin hijos dependientes, y el 1,87 % por múltiples personas. Además, había 2859 hogares sin ocupar y 467 eran alojamientos vacacionales o segundas residencias.

## Ciudades hermanadas
Medway está hermanada con:
- Cádiz, Andalucía, España.
- Foshan, Cantón, China.
- Valenciennes, Norte-Paso de Calais, Francia.
- Yokosuka, Kanagawa e Itō, Shizuoka, Japón.